# Misje dyplomatyczne Kostaryki

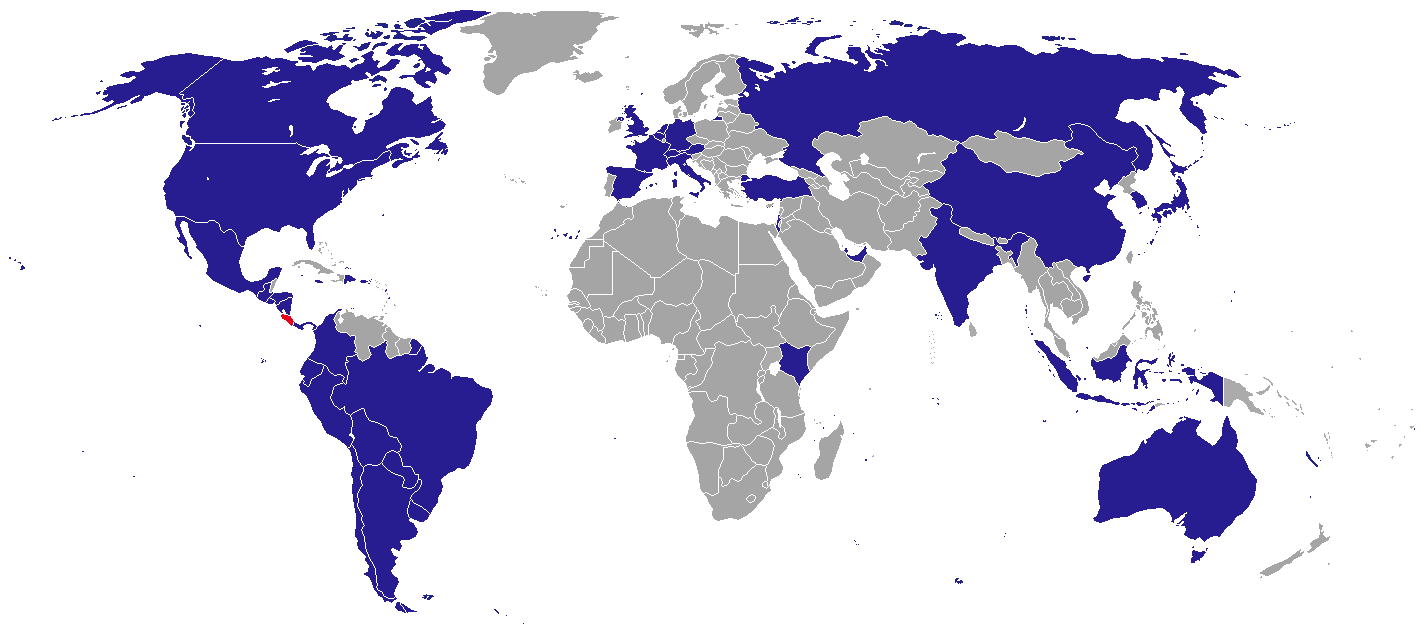
Kraje, w których Republika Kostaryki ma swoje przedstawicielstwa dyplomatyczne

Misje dyplomatyczne Kostaryki – przedstawicielstwa dyplomatyczne Republiki Kostaryki przy innych państwach i organizacjach międzynarodowych. Poniższa lista zawiera wykaz obecnych ambasad i konsulatów zawodowych. Nie uwzględniono konsulatów honorowych.

## Europa

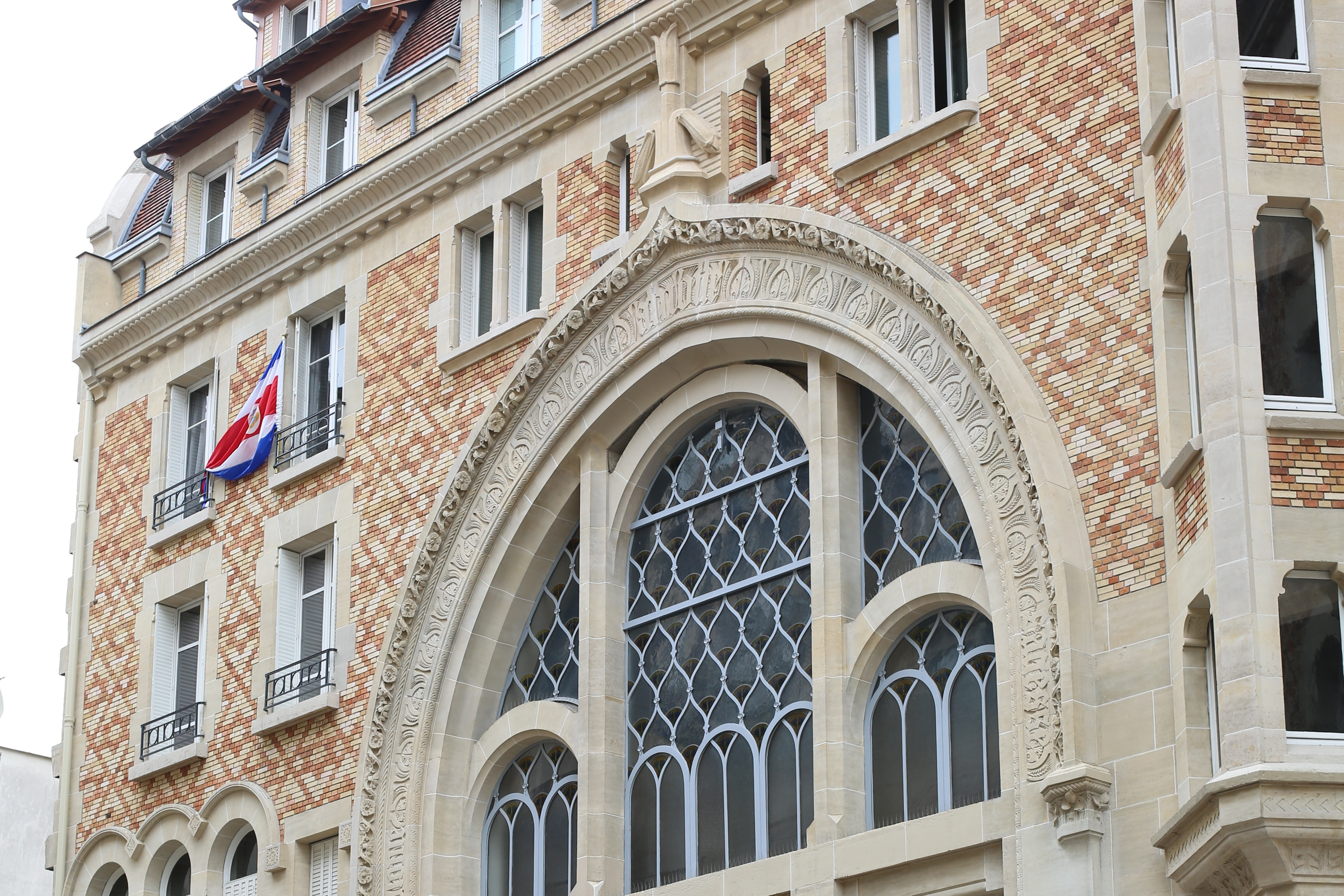
Ambasada Kostaryki w Paryżu

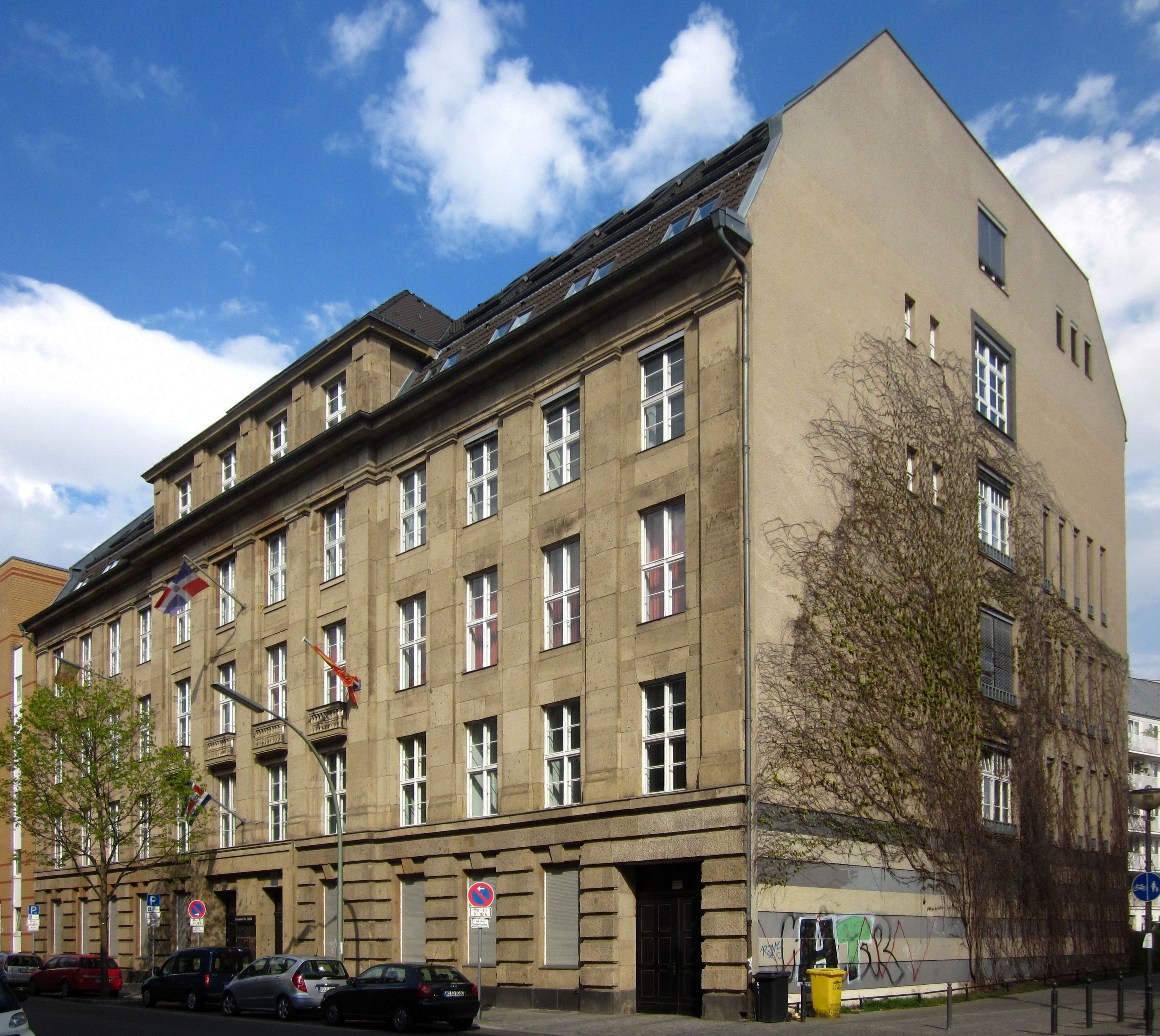
Ambasada Kostaryki w Berlinie

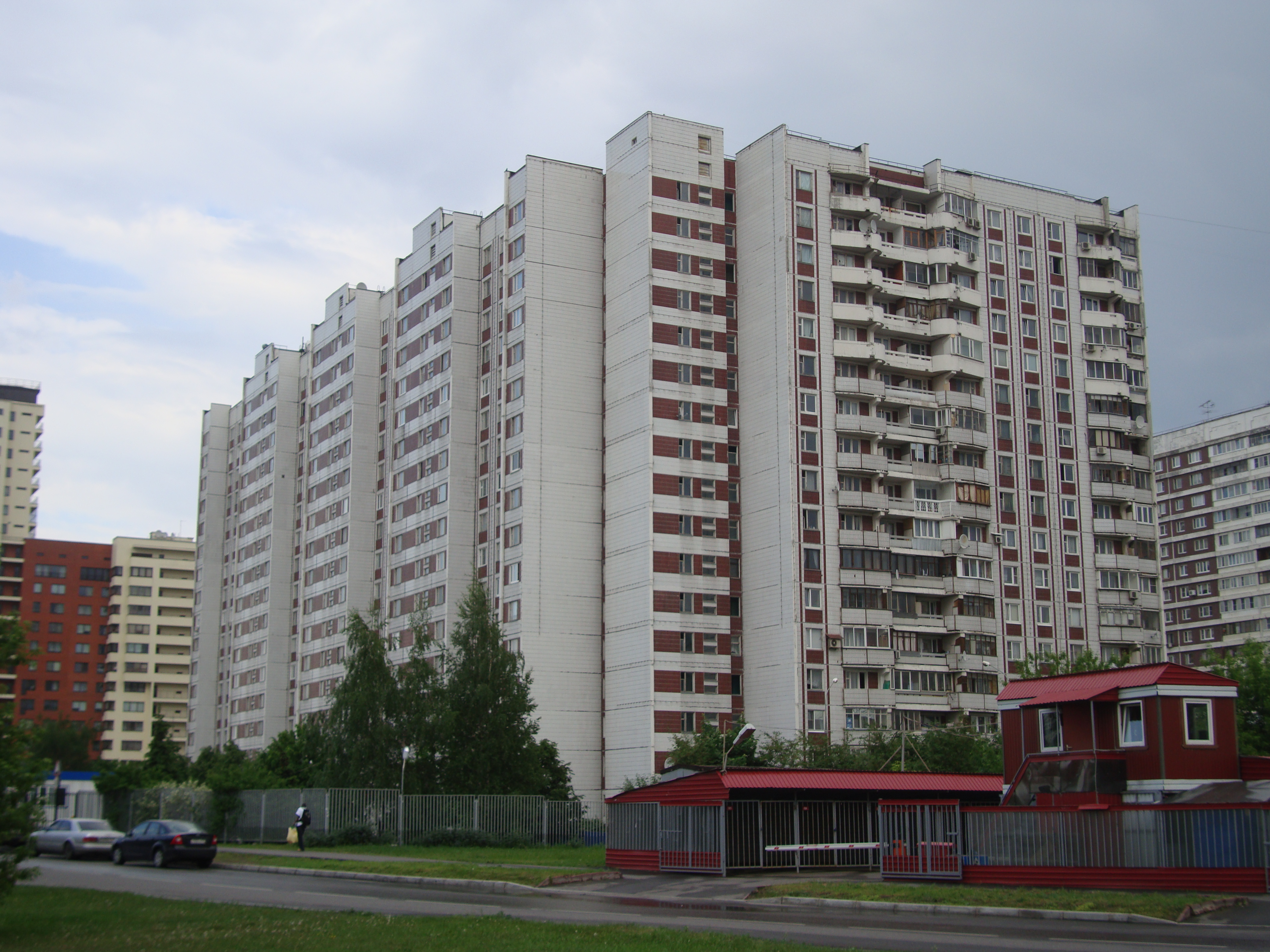
Ambasada Kostaryki, Dominikany i Sierra Leone w Moskwie

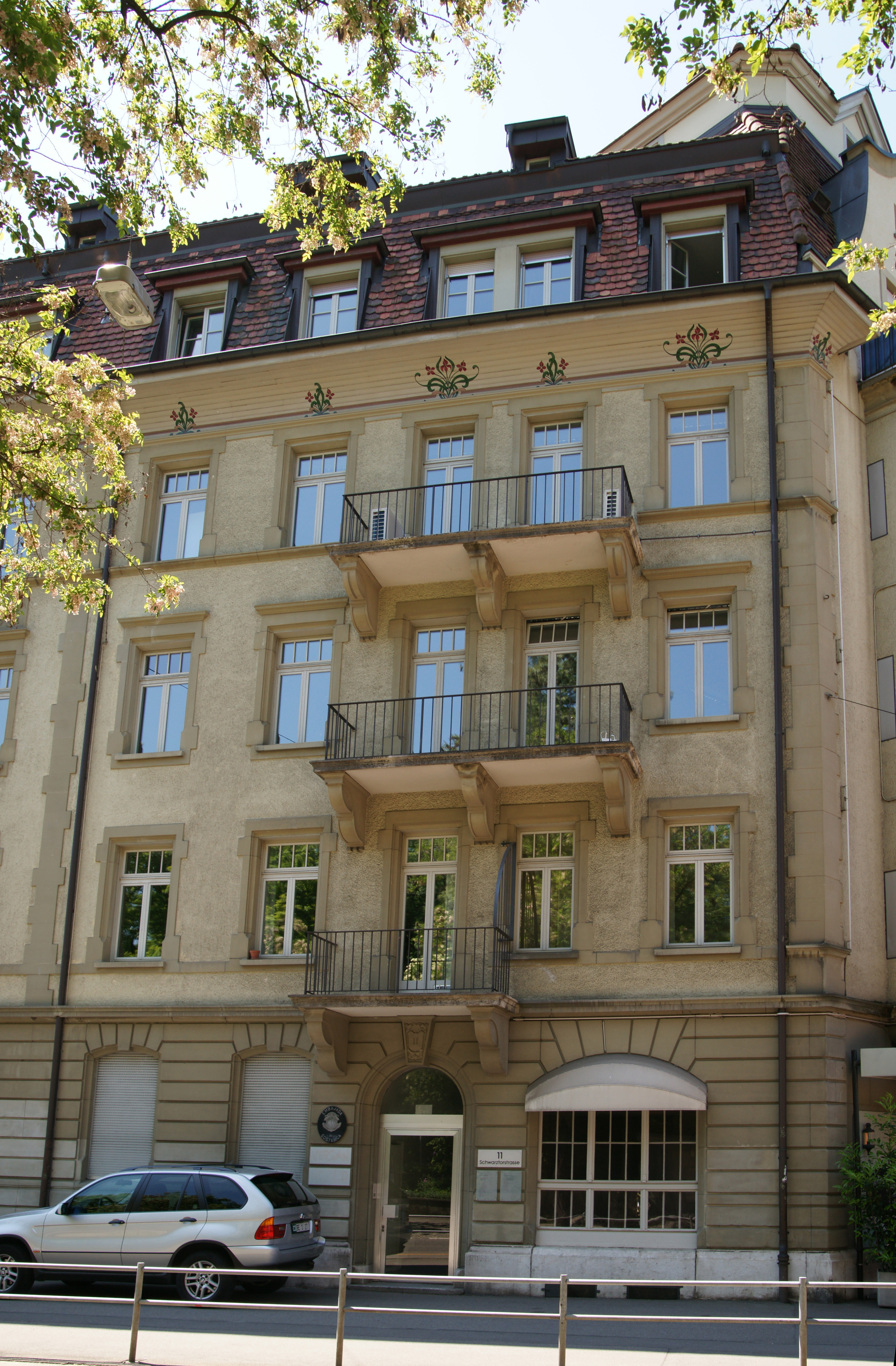
Ambasada Kostaryki w Bernie

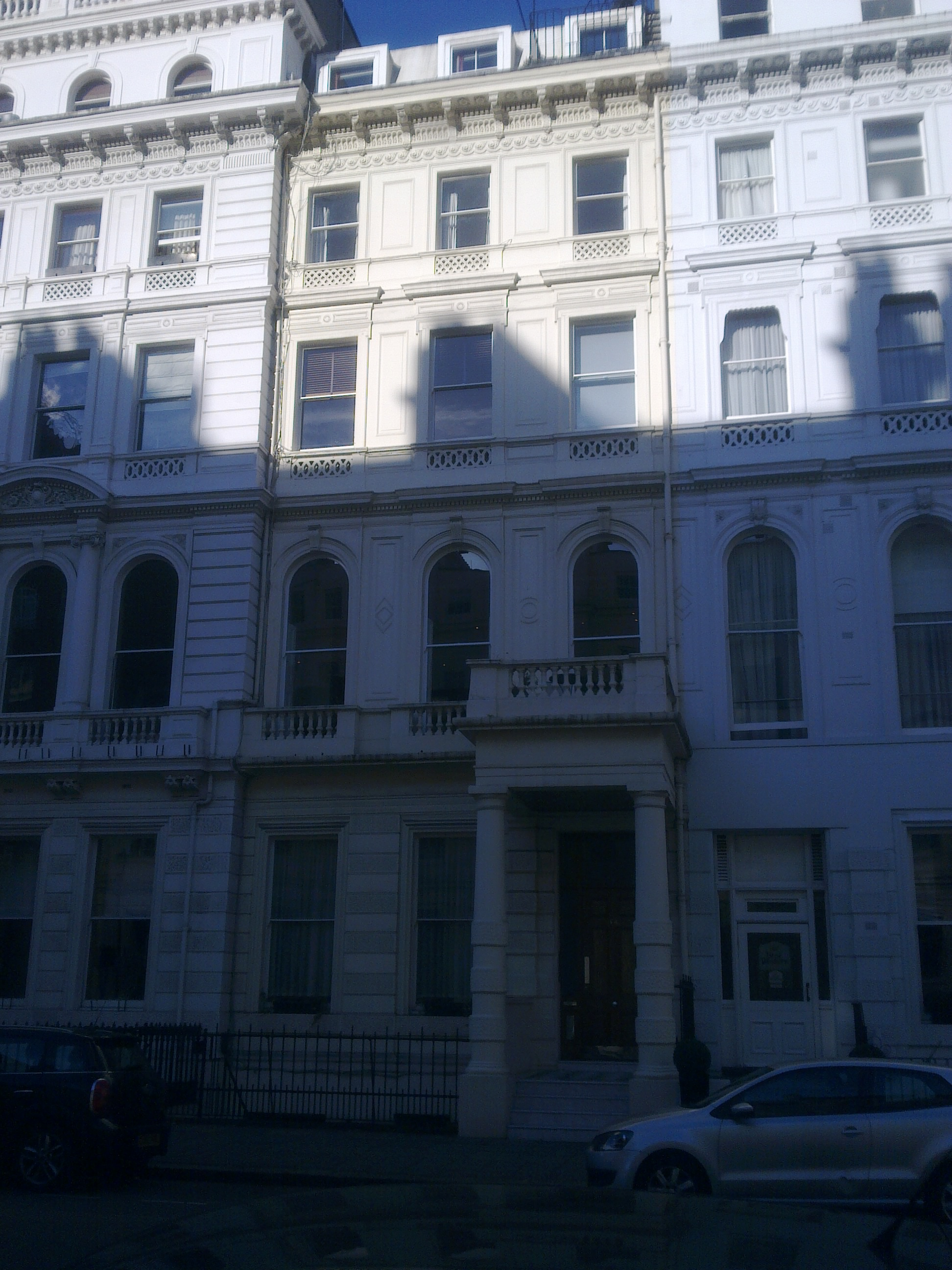
Ambasada Kostaryki w Londynie

- Austria
  - Wiedeń (ambasada)
- Belgia
  - Bruksela (ambasada)
- Czechy
  - Praga (ambasada)
- Francja
  - Paryż (ambasada)
- Hiszpania
  - Madryt (ambasada)
- Holandia
  - Haga (ambasada)
- Niemcy
  - Berlin (ambasada)
- Rosja
  - Moskwa (ambasada)
- Stolica Apostolska
  - Rzym (ambasada)
- Szwajcaria
  - Berno (ambasada)
- Turcja
  - Ankara (ambasada)
- Wielka Brytania
  - Londyn (ambasada)
- Włochy
  - Rzym (ambasada)

## Ameryka Północna, Środkowa i Karaiby

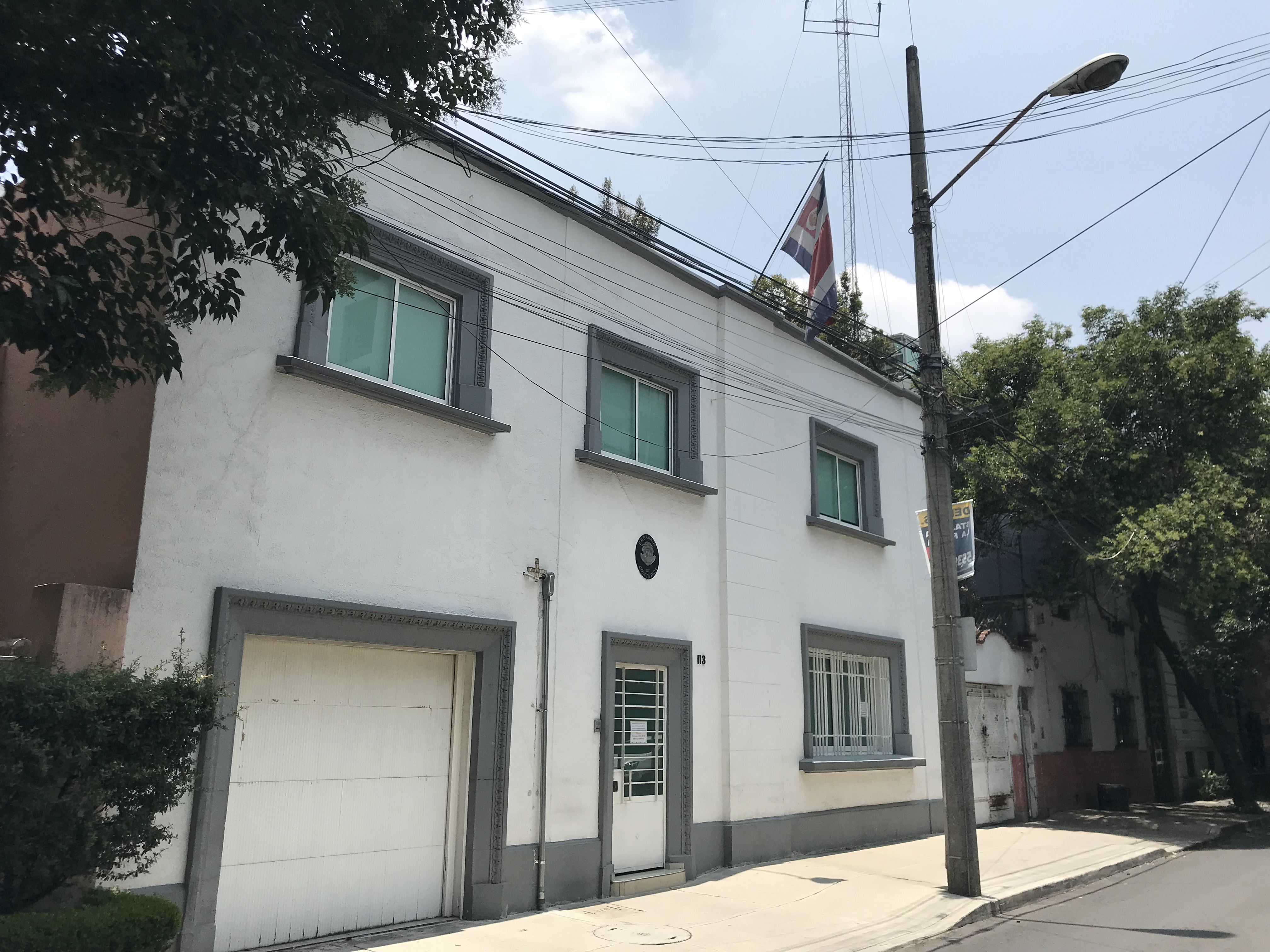
Ambasada Kostaryki w Meksyku

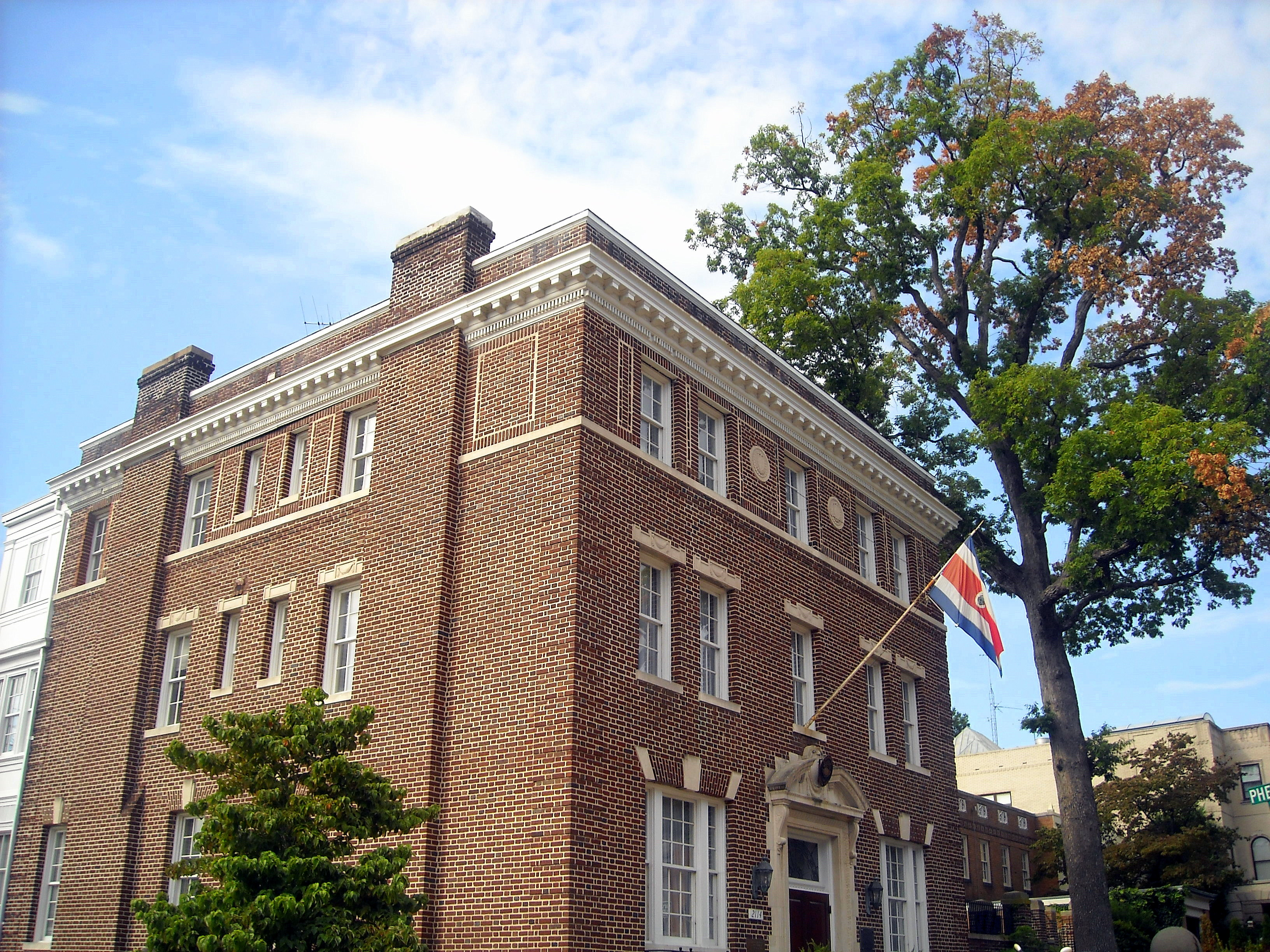
Ambasada Kostaryki w Waszyngtonie

- Belize
  - Belmopan (ambasada)
- Dominikana
  - Santo Domingo (ambasada)
- Gwatemala
  - Gwatemala (ambasada)
- Honduras
  - Tegucigalpa (ambasada)
- Jamajka
  - Kingston (ambasada)
- Kanada
  - Ottawa (ambasada)
  - Toronto (konsulat generalny)
- Kuba
  - Hawana (ambasada)
- Meksyk
  - Meksyk (ambasada)
  - Guadalajara (konsulat generalny)
- Nikaragua
  - Managua (ambasada)
  - Chinandega (konsulat)
- Panama
  - Panama (ambasada)
  - San José de David (konsulat)
- Salwador
  - San Salvador (ambasada)
- Stany Zjednoczone
  - Waszyngton (ambasada)
  - Atlanta (konsulat generalny)
  - Chicago (konsulat generalny)
  - Houston (konsulat generalny)
  - Los Angeles (konsulat generalny)
  - Miami (konsulat generalny)
  - Nowy Jork (konsulat generalny)
- Trynidad i Tobago
  - Port-of-Spain (ambasada)

## Ameryka Południowa

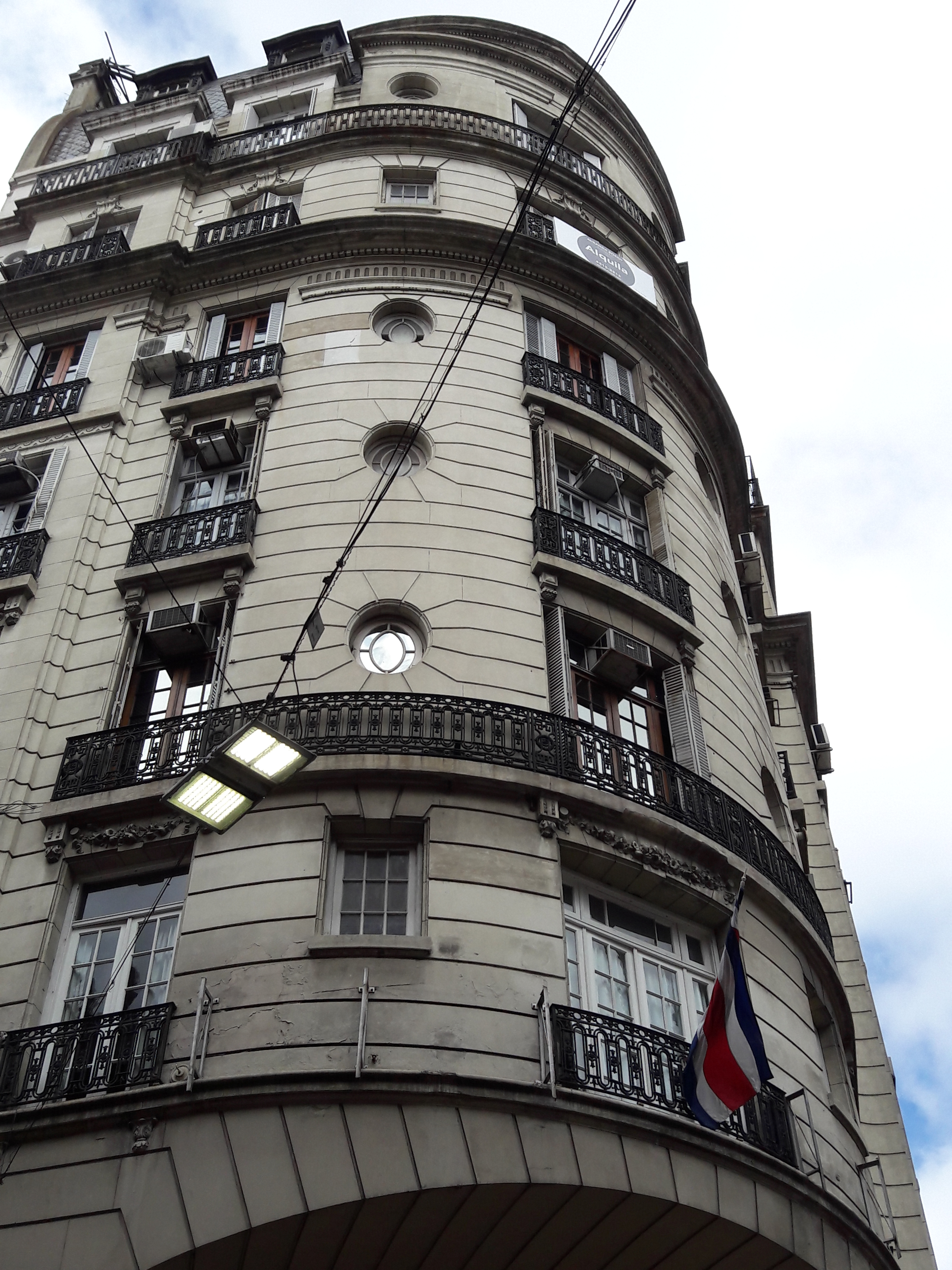
Ambasada Kostaryki w Buenos Aires

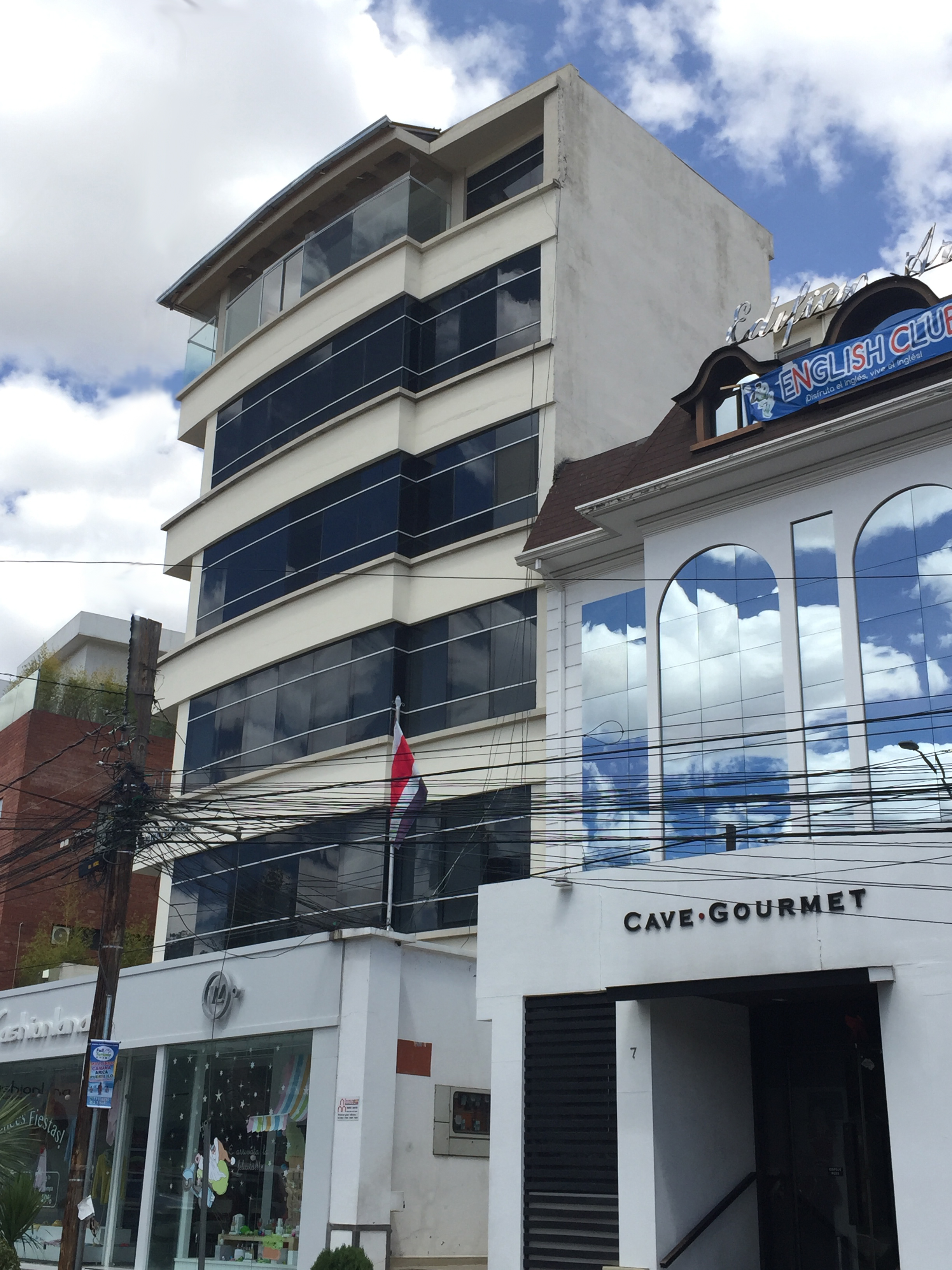
Ambasada Kostaryki w La Paz

- Argentyna
  - Buenos Aires (ambasada)
- Boliwia
  - La Paz (ambasada)
- Brazylia
  - Brasília (ambasada)
- Chile
  - Santiago (ambasada)
- Ekwador
  - Quito (ambasada)
- Kolumbia
  - Bogota (ambasada)
- Paragwaj
  - Asunción (ambasada)
- Peru
  - Lima (ambasada)
- Urugwaj
  - Montevideo (ambasada)
- Wenezuela
  - Caracas (ambasada)

## Afryka
- Kenia
  - Nairobi (ambasada)

## Azja
- Azerbejdżan
  - Baku (ambasada)
- Chiny
  - Pekin (ambasada)
  - Szanghaj (konsulat generalny)
- Indie
  - Nowe Delhi (ambasada)
- Indonezja
  - Dżakarta (ambasada)
- Izrael
  - Tel Awiw-Jafa (ambasada)
- Japonia
  - Tokio (ambasada)
- Katar
  - Doha (ambasada)
- Korea Południowa
  - Seul (ambasada)
- Singapur
  - Singapur (ambasada)
- Zjednoczone Emiraty Arabskie
  - Abu Zabi (ambasada)

## Australia i Oceania
- Australia
  - Canberra (Ambasada)
  - Sydney (konsulat)

## Organizacje międzynarodowe
- Nowy Jork - Stałe Przedstawicielstwo przy Organizacji Narodów Zjednoczonych
- Genewa - Stałe Przedstawicielstwo przy Biurze Narodów Zjednoczonych i innych organizacjach
- Paryż - Stałe Przedstawicielstwo przy UNESCO
- Wiedeń - Stałe Przedstawicielstwo przy Biurze Narodów Zjednoczonych i innych organizacjach
- Rzym - Stałe Przedstawicielstwo przy Organizacji Narodów Zjednoczonych do spraw Wyżywienia i Rolnictwa
- Waszyngton - Stałe Przedstawicielstwo przy Organizacji Państw Amerykańskich
- Bruksela - Stałe Przedstawicielstwo przy Unii Europejskiej